# Concerti
concerti ist ein kostenloses Monatsmagazin für Konzert- und Opernbesucher. Es wurde im Januar 2006 erstmals für Hamburg aufgelegt und erscheint seit Oktober 2009 auch für Berlin, seit Oktober 2013 bundesweit.
Das Magazin wurde von Amadeus Templeton und Gregor Burgenmeister gegründet und durch die Oscar-und-Vera-Ritter-Stiftung gefördert. Im Sommer 2007 wurde die Zeitschrift mit dem Hamburger Musikleben zusammengelegt. Bis Oktober 2013 erschien die Hamburger Ausgabe des Magazins unter dem Titel concerti – Das Hamburger Musikleben.
concerti wird in einer Gesamtauflage von 150.000 Exemplaren an über 3.000 zielgruppenrelevanten Stellen in Deutschland kostenlos verteilt und ist darüber hinaus kostenpflichtig im Abo erhältlich. In den Metropolregionen Berlin, Hamburg, Hessen, Südwest (Baden-Württemberg, Rheinland-Pfalz & Saarland), Nordrhein-Westfalen, Niedersachsen & Bremen, Mitteldeutschland sowie Bayern werden Regionalteile eingeheftet, die über lokale Veranstaltungen klassischer Musik und Oper informieren. Es erscheinen 11 Hefte im Jahr.

## Inhalt
Neben Interviews mit Künstlern, Vorberichten zu Konzerten und Opernaufführungen, Porträts, Kolumnen etc. enthält das Heft das gesamte örtliche Klassikprogramm als Monatsübersicht und das Hörfunk-Kultur-Abendprogramm.